# Iñigo Urkullu
Iñigo Urkullu Renteria (Alonsótegui, 18 de setembro de 1961) é um político espanhol. Desde 15 de dezembro de 2012, atua como Presidente do Governo Basco (Lehendakari).

## Biografia
Urkullu é formado em Ensino, especializado em língua basca, pela Universidade de Deusto. Ele foi presidente do Partido Nacionalista Basco de 2008 a 2013, quando foi sucedido por Andoni Ortuzar, já que as regras do partido não permitem que um Lehendakari seja o presidente do partido ao mesmo tempo.
Em meio à crise constitucional espanhola de 2017-18, Urkullu tentou mediar entre os governos espanhol e catalão para evitar a declaração de independência e a aplicação do artigo 155 da constituição espanhola na Catalunha, mas essas tentativas fracassaram. Ele declarou como testemunha no Julgamento dos líderes da independência da Catalunha, em 28 de fevereiro de 2019.